# James Wolk

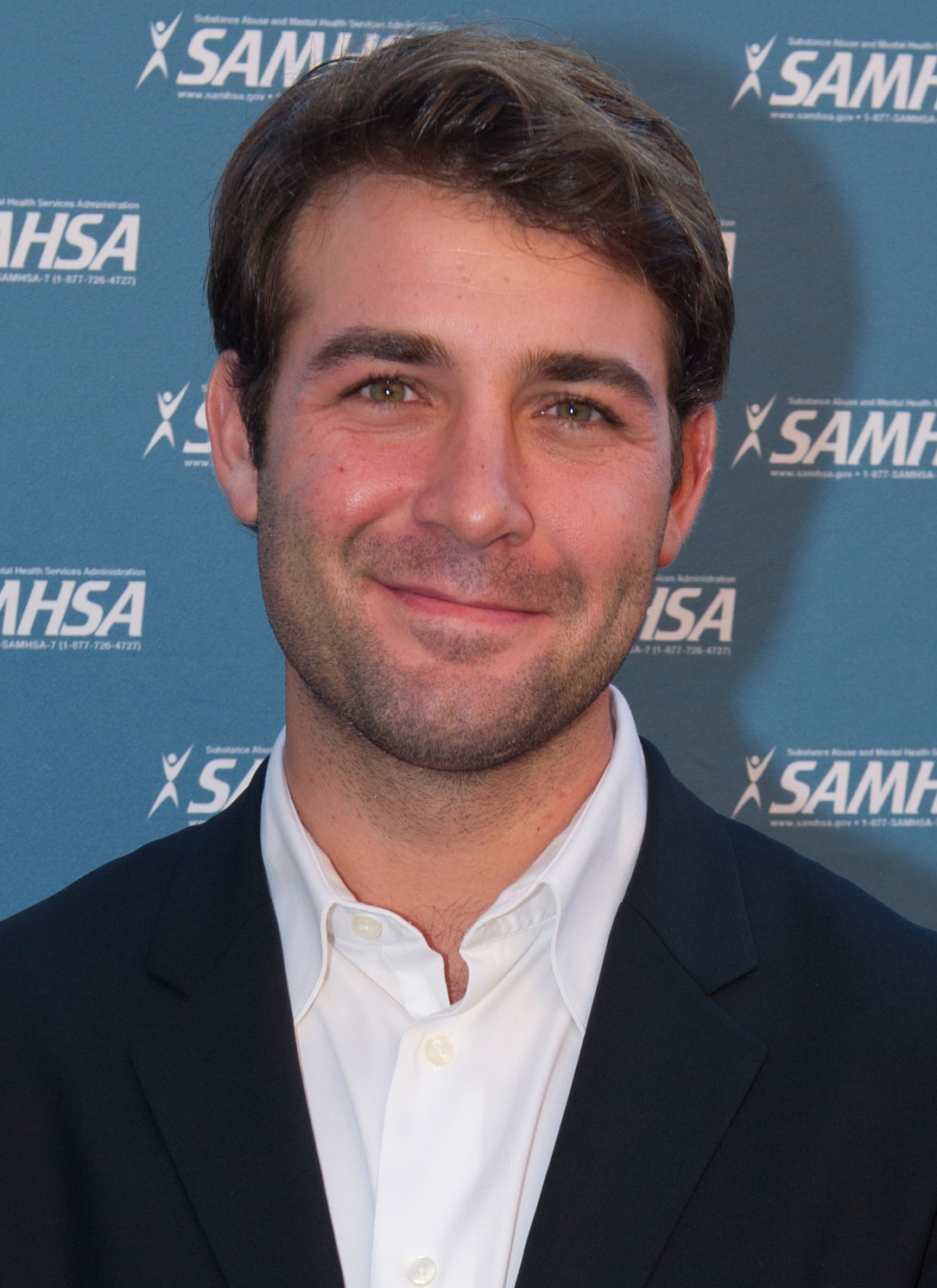
James Wolk (2013)

James „Jimmy“ Joseph Wolk (* 22. März 1985 in Farmington Hills, Michigan) ist ein US-amerikanischer Schauspieler.

## Leben
James Wolk, dessen Vorfahren polnischer, russischer und litauischer Herkunft sind, wurde in Farmington Hills als Sohn des jüdischen Ehepaares Edie (geb. Elson) und Robert Wolk geboren. Er hat eine ältere Schwester. Seine Schulzeit verbrachte er an der North Farmington High school. Diese schloss er 2003 ab. Im Jahr 2007 beendete er sein Studium an der University of Michigan.
2008 verkörperte James Wolk in dem Fernsehfilm Tics – Meine lästigen Begleiter den am Tourette-Syndrom erkrankten Lehrer Brad Cohen. Dieser Film basiert auf der Biographie des real existierenden Lehrers. Im darauffolgenden Jahr war er in einer Nebenrolle in dem Fernsehfilm Solving Charlie zu sehen. 2010 trat Wolk neben Kristen Bell, Jamie Lee Curtis, Sigourney Weaver und Betty White in der Komödie Du schon wieder von Andy Fickman auf. Im gleichen Jahr spielte er in der kurzlebigen Fernsehserie Lone Star, die bereits nach der Ausstrahlung von nur zwei Episoden wieder abgesetzt wurde, mit. Neben dem Fernsehfilm Georgetown (2011) folgten dann 2012 Auftritte in den Serien Shameless, Happy Endings und Political Animals. In Letzterer verkörpert er einen der beiden Söhne eines geschiedenen Politikerehepaares in Washington, der im Stab seiner Mutter, der Außenministerin, arbeitet. Von 2013 bis 2014 war er als Zach Cropper neben Robin Williams und Sarah Michelle Gellar in der CBS-Fernsehserie The Crazy Ones zu sehen. In der Serie Zoo war er von 2015 bis 2017 in der Hauptrolle des Jackson Oz zu sehen.
Im Juni 2015 heiratete Wolk seine Freundin. Anfang 2017 bekam das Paar ihr erstes gemeinsames Kind, einen Sohn.

## Filmografie (Auswahl)

### Filme
- 2008: Tics – Meine lästigen Begleiter (Front of the Class, Fernsehfilm)
- 2009: Solving Charlie
- 2009: 8 Easy Steps
- 2010: Du schon wieder (You Again)
- 2012: Kein Sex unter dieser Nummer (For a Good Time, Call…)
- 2011: Georgetown
- 2014: There’s Always Woodstock
- 2015: The Stanford Prison Experiment
- 2016: Mercy
- 2023: Spinning Gold – Der Soundtrack deines Lebens (Spinning Gold)
- 2023: The Boys in the Boat
- 2024: The Everything Pot
- 2024: The Luckiest Man in America
- 2024: Sonic the Hedgehog 3

### Serien
- 2008: Jung und Leidenschaftlich – Wie das Leben so spielt (As the World Turns, Seifenoper)
- 2010: Lone Star (5 Folgen)
- 2012: Shameless (3 Folgen)
- 2012: Happy Endings (3 Folgen)
- 2012: Political Animals (6 Folgen)
- 2012: Vanessa & Jan (4 Folgen)
- 2013: Mad Men (11 Folgen)
- 2013–2014: The Crazy Ones (22 Folgen)
- 2015–2017: Zoo (39 Folgen)
- 2018: Goliath (6 Folgen)
- 2018–2019: Tell Me a Story (10 Folgen)
- 2019: Watchmen (6 Folgen)
- seit 2019: Harley Quinn (Stimme)
- 2021–2022: Ordinary Joe (13 Folgen)
- 2025: Happy Face (8 Folgen)